# Tok pisin
 (avril 2023).
Le tok pisin, ou néo-mélanésien, est un créole à base lexicale anglaise qui compte environ deux millions de locuteurs, dont à peu près 500 000 natifs. Il est très proche du bichelamar du Vanuatu et du pijin des îles Salomon.
Le mot tok pisin vient de tok « parole » (anglais talk) et pisin « pidgin » (ce dernier mot est lui-même venu de l'anglais business). C'est l'une des quatre langues officielles de la Papouasie-Nouvelle-Guinée avec l'anglais, le hiri motu et la langue des signes papouasienne. C'est aussi la langue la plus parlée parmi les 700 à 850 langues recensées sur ce territoire. Le tok pisin est utilisé par les médias et le gouvernement de Papouasie-Nouvelle-Guinée mais moins que l'anglais. Certaines écoles primaires enseignent en tok pisin.

## Grammaire
La grammaire du tok pisin présente des points communs avec les autres grammaires de type pidgin et créole mais présente aussi des particularités remarquables.
Pour la plupart des verbes, un suffixe, -im, indique la transitivité. Ainsi, kamap (de l'anglais come up) signifie « arriver, se produire » alors que kamapim (issu vraisemblablement de l'anglais come up him) signifie « créer, provoquer, causer (quelque chose) ».
Quand ils sont antéposés, les adjectifs présentent souvent un suffixe, -pela (issu vraisemblablement de l'anglais fellow). Par exemple, wanpela yangpela meri signifie « une jeune femme », et narapela bikpela haus « un autre grand bâtiment ».
Le temps est indiqué par des particules : bai (issu de by and by) pour le futur et bin (issu de been) ou pinis (issu de finish) pour le passé. Le temps est rarement marqué si le contexte permet de comprendre, sans ambiguïté, à quel moment se déroule l'action.
Les noms et adjectifs ne portent pas les marques du pluriel mais peut être indiqué par les pronoms ou par le marqueur pluriel, ol.
Le système des pronoms indique la personne, le nombre et pour le pronom nous, l'inclusion ou l'exclusion (si l'interlocuteur est inclus ou non dans ce « nous »).
|           | 1re pers. exclusive           | 1re pers. inclusive     | 2e pers.           | 3 pers.           |
| Singulier | mi moi                        | --                      | yu toi             | em lui, elle      |
| Duel      | mitupela moi et lui (ou elle) | yumitupela toi et moi   | yutupela vous deux | tupela eux deux   |
| Pluriel   | mipela moi et eux             | yumi vous autres et moi | yupela vous autres | ol eux (ou elles) |

Les redoublements sont fréquents et peuvent avoir plusieurs fonctions :
- indiquer le pluriel : kainkain « différentes sortes de » ;
- marquer un intensif, un fréquentatif : toktok « parole, discussion, langue » ;
- éviter une homonymie : sip « bateau » ~ sipsip « mouton », etc.

Il n'y a que trois prépositions à part entière : wantaim, rarement utilisée, qui signifie « avec », bilong pour la possession ou le destinataire (« de », « pour »), et long, qui exprime tout le reste. Néanmoins, de nombreuses prépositions dérivées des deux dernières sont construites sous forme de locutions : long namel bilong ou namel long, « au milieu de », antap long, « sur », ananit long, « sous, en bas de », etc.

## Lexique
Les cinq sixièmes des mots du lexique du tok pisin sont d'origine anglaise ; le reste du vocabulaire vient des mélanésiens et du portugais et de l'allemand. En effet, la partie nord de Papouasie-Nouvelle-Guinée a été sous gouvernement allemand jusqu'en 1919.
Voici quelques exemples de mots : 
- bagarap, bagarapim, « casser, tomber en panne » (de l'anglais bugger up) ;
- balus, « avion » (d'un mot local signifiant pigeon) ;
- kisim, « recevoir, prendre » (de l'anglais catch him, ou peut-être kiss him) ;
- meri, « femme » (de l'anglais Mary, ou peut-être d'un mot mélanésien) ;
- pikinini, « enfant » (du portugais pequeninho, « tout petit ») ;
- rausim, « jeter, faire sortir, effacer » (de l'allemand raus + suffixe -im) ;
- sapos, « si » (de l'anglais suppose) ;
- save, « savoir, pouvoir » (du portugais saber).

De nombreux mots sont formés par composition lexicale :
- mausgras, « barbe, moustache » (de mouth + grass) ;
- pikinini i dring susu yet, « bébé » (littéralement « enfant qui boit lait encore »).

La langue des villes et des médias, cependant, est de plus en plus marquée par l'anglais. Pour exemple, voici une phrase entendue sur Radio Australia : « Mr. Bush ibin tokaut tu long ol wok bung bilong despela tupela kantri bilong pait agensim terrorism na controllim proliferation of weapons of mass destruction » (dont la partie en gras est un mélange de tok pisin et d'anglais).
L'orthographe est fluctuante et puisque les variations dialectales sont importantes, un même mot peut donc se prononcer et s'écrire de plusieurs façons différentes :
- « de » : bilong, blong, blo ;
- « plus tard » : bai, baimbai, baembae, etc. ;
- « aider » : halivim, halvim, helvim, helpim, etc.

Néanmoins, ces variations ne posent pas de grandes difficultés de compréhension.